# Tina Treude
Tina Treude (* 1973 in Deutschland) ist eine deutsche Biologin und Hochschullehrerin.

## Wissenschaftliche Laufbahn
Tina Treude absolvierte ihr Grundstudium von 1992 bis 1994 im Fach Biologie an der Universität Hannover. Als Vordiplomsfächer wählte sie Zoologie, Botanik, Chemie und Physik. Ihr Hauptstudium folgte darauf von 1994 bis 1999 an der Christian-Albrechts-Universität zu Kiel mit dem Hauptfach biologische Meereskunde und den Nebenfächern Zoologie und physikalische Ozeanographie. 1999 erhielt sie ihr Diplom in Biologie an der CAU und dem GEOMAR Forschungszentrum. Die Promotion in Biologie folgte 2004 am Max-Planck-Institut für Marine Mikrobiologie und der Universität Bremen. Anschließend war sie bis 2005 als wissenschaftliche Mitarbeiterin am Max-Planck-Institut für Marine Mikrobiologie in Bremen und am Alfred-Wegener-Institut für Polar- und Meeresforschung angestellt. Im November 2005 erhielt sie ein Forschungsstipendium der DFG und arbeitete im Zuge dessen bis 2007 an der University of Southern California, Los Angeles, USA. 2007 erhielt sie eine Juniorprofessur des Exzellenzclusters „Ozean der Zukunft“ am Leibniz-Institut für Meereswissenschaften (IFM-GEOMAR), dem heutigen GEOMAR Helmholtz-Zentrum für Ozeanforschung Kiel und an der Christian-Albrechts Universität zu Kiel. 2011 erhielt sie die Professur für Marine Geobiologie am GEOMAR Helmholtz-Zentrum für Ozeanforschung Kiel und der Christian-Albrechts Universität zu Kiel. Im November 2013 hat sie einen Ruf an die University of California, Los Angeles, auf eine Professur für Marine Geomikrobiologie angenommen.
2025 wurde sie zum korrespondierenden Mitglied der Niedersächsischen Akademie der Wissenschaften zu Göttingen gewählt.

## Positionen
- Leiterin des Wissenschaftlichen Rates am GEOMAR Helmholtz-Zentrum für Ozeanforschung Kiel
- Mitglied des Erweiterten Direktoriums am GEOMAR Helmholtz-Zentrum für Ozeanforschung Kiel
- Leiterin des Work Packages 3 (Sediment-Water Interaction) innerhalb von TOPIC 2 des GEOMAR POF Antrages „OCEANS“
- Stellvertretende Strahlenschutzbeauftragte für den Forschungsbereich 2 (Marine Biogeochemie) am GEOMAR
- Mitglied des Studienausschußes der Mathematisch-Naturwissenschaftlichen Fakultät der Christian-Albrechts-Universität Kiel
- Mitglied der International Society for Environmental Biogeochemistry (ISEB)
- MC Mitglied und WG Leiterin im EU-COST Projekt PERGAMON
- Teilprojektleiterin im SFB 754 und SPP 1319 (DFG Projekte)[1]

## Ausgewählte Publikationen
- L. Hamdan, R.B. Coffin, M. Sikaroodi, J. Greinert, T. Treude, and P.M. Gillevet (2013): Ocean currents shape the microbiome of Arctic marine sediments, ISME, 7, 685–696
- T. Treude, M. Krüger, A. Boetius, B.B. Jørgensen (2005): 'Environmental control on anaerobic oxidation of methane in the gassy sediments of Eckernförde Bay (German Baltic)'. Limnol. Oceanogr. 50, 1771–1786
- F. Janßen, T. Treude, U. Witte (2000): 'Scavenger assemblages under different trophic conditions: a case study in the deep Arabian Sea'. Deep-Sea Research II, 47, pp. 2999–3026.[1]